# كريستين من هسن
كريستين فون هسن (29 يونيو 1543 - 13 مايو 1604)؛ أصبحت دوقة هولشتاين-غوتورب بزواجها من أدولف الدنماركي، بعد عام 1586 مارست بعض النفوذ السياسي أثناء الترمل على أبناؤها، ومن المعروف عنها أنها جدة غوستاف الثاني أدولف ملك السويد الذي كان من أهم الشخصيات خلال حرب الثلاثين عاماً.

## السيرة الذاتية
ولدت كريستين في كاسل عاصمة لاندغريفية هسن باعتبارها الابنة الصغرى للاندغراف فيليب الشهم وزوجته كريستين الساكسونية ذو الأصول الألمانية والبولندية والنمساوية والبوهيمية العريقة، حصلت على تربية بروتستانتية صارمة من قبل عمتها إليزابيث أرملة خالها دوق ساكسونيا الوراثي.
تلقت كريستين عرضًا للزواج من إريك الرابع عشر ملك السويد، لكن هذا لم يحدث، لاحقاً تزوجت من الدوق أدولف من هولشتاين-غوتورب هو ابن فريديريك الأول ملك الدنمارك-النرويج، أسفر حفل زفافها إلى فضيحة بحيث أسرف الضيوف في شرب الكثير من الكحول، وفي عام 1565 اندلع النيران في قلعة غوتورف والتي كلفها الكثير من المقتنيات الشخصية.
أثناء عهدها كـ دوقة القرينة دعمت كريستين الكنائس والمدارس والمنح الدراسية للطلاب في علم اللاهوت، وأيضا كانت مهتمة شخصياً بالطب وصنعت الأدوية الخاصة بها، وأثناء الترمل بعد عام 1586 دافعت كريستين عن حقوق ابنها فيليب ضد المجلس الانتخابي، وأيضا قامت كريستين بتأليف كتاب المزمور في 1590.

## الذرية
في 17 ديسمبر 1564 تزوجت من الدوق أدولف، وأنجبت له:-
1. فريدرش الثاني (21 أبريل 1568 - 15 يونيو 1587)؛ دوق هولشتاين-غوتورب، ليس له ذرية.
2. صوفيا (1 يونيو 1569 - 14 نوفمبر 1634)؛ تزوجت من يوهان السابع دوق مكلنبورغ-شفيرين، لهم ذرية.
3. فيليب (10 أغسطس 1570 - 18 أكتوبر 1590)؛ دوق هولشتاين-غوتورب، ليس له ذرية.
4. كريستينا (13 أبريل 1573 - 8 ديسمبر 1625)؛ تزوجت من كارل التاسع ملك السويد، لهم ذرية بما في ذلك الملك غوستاف أدولف.
5. إليزابيث (11 مارس 1574 - 13 يناير 1587).
6. يوهان أدولف (27 فبراير 1575 - 31 مارس 1616)؛ دوق هولشتاين-غوتورب، له ذرية.
7. آنا (27 فبراير 1575 - 24 أبريل 1625)؛ تزوجت من إينو الثالث كونت أوستفريزلاند، لهم ذرية.
8. كريستيان (توفي. عام 1577).
9. أغنيس (20 ديسمبر 1578 - 1627).
10. يوهان فريدرش (1 سبتمبر 1579 - 3 سبتمبر 1634)؛ أمير أسقف في بريمن ولوبيك وفردان.

ومن خلال ابنها يوهان أدولف هي سلف العائلة الروسية المالكة وكذلك العائلة السويدية الحاكمة (1751-1818)، وأيضا حكام دوقية أولدنبورغ وأولدنبورغ الكبرى من خط الذكور، في حين من خط الإناث هي سلف العائلة المالكة البريطانية والإسبانية والهولندية والدنماركية والسويدية والنرويجية والبلجيكية واللوكسمبورغية وكذلك موناكو وليختنشتاين.